# Treblinka (concentratiekamp)
Treblinka is de naam van twee Duitse concentratiekampen, het werkkamp Treblinka I en het vernietigingskamp Treblinka II, die respectievelijk in 1941 en 1942 gebouwd werden nabij het dorp Treblinka in het noordoosten van Polen. Er werden 900.000 mensen vermoord. Dit was na Auschwitz-Birkenau het kamp waar de meeste slachtoffers vielen.

## Straf-Arbeitslager Treblinka I
Het strafkamp werd in de zomer van 1941 operationeel. Het had een 'gemengde' bezetting van zowel Polen als Joden. De meesten werden gedwongen tewerkgesteld in de steengroeve bij het kamp of op het station van Małkinia. Enkele gevangenen werkten in het kamp zelf (de zogenaamde Lagerkommandos), vrouwen werden tewerkgesteld op de kampboerderij.
In totaal konden 1000 à 1200 personen tegelijkertijd gevangen worden gehouden. De bezetting veranderde steeds doordat er gevangenen overleden als gevolg van het regime in het kamp, dat was gebaseerd op terreur en honger. Meer dan 20.000 personen werden geïnterneerd in het kamp, van wie meer dan de helft dit niet overleefde. Zij overleden aan de gevolgen van honger, marteling of werden geëxecuteerd vanwege een overtreding van de kampregels.
In 1944 werd het kamp ontmanteld om het oprukkende Rode Leger in het ongewisse te laten over wat zich hier had afgespeeld.

## Vernietigingskamp Treblinka II
In 1942 werd door de SS het vernietigingskamp Treblinka II gebouwd.
Eind 1941 raakten de nazi's ervan overtuigd dat er maar één Endlösung der Judenfrage was: totale vernietiging. Tot die tijd hadden de nazi's nog het idee om de Joden af te zonderen in aparte wijken of steden: de getto's. Door de verovering van Oost-Europa kwamen er zoveel Joden binnen het door Duitsland beheerste deel van Europa dat afzondering niet meer als mogelijkheid werd gezien. Op 20 januari 1942 vond in Berlijn de Wannseeconferentie plaats; hier werd voor het eerst binnen de gelederen van de SS uitgesproken dat de Joden moesten worden vernietigd. Al snel gingen de nazi's over tot het bouwen van vernietigingskampen, waarvan Treblinka II er een was. In 1941 had men, onder meer in Auschwitz, onderzocht hoe men grote aantallen mensen in een keer kon ombrengen. Daar waren gaskamers als meest geschikte oplossing uitgekomen.
De bouw van Treblinka II startte in mei 1942, het kamp was gereed voor gebruik in juli 1942. Joden uit Warschau en steden in de buurt en gevangenen uit Treblinka I werden ingezet bij de bouw en camouflage van het kamp. Anders dan Treblinka I was Treblinka II geen strafkamp, maar een vernietigingskamp, uitsluitend gericht op het doden van gevangenen. De aanleg en operatie van Treblinka II maakten deel uit van Aktion Reinhard. De bouw stond onder leiding van SS-Hauptsturmführer Richard Thomalla, de bouwkundige van Aktion Reinhard. De (vooral Joodse) gevangenen die Treblinka bouwden, werden als eersten vergast, omdat geen enkele gevangene mocht blijven leven die zou kunnen getuigen over de holocaust.

### Organisatie
De eerste kampcommandant was SS-Obersturmführer Irmfried Eberl, een Oostenrijker die in het kader van Aktion T4 in het euthanasiecentrum te Bernburg had gewerkt. In euthanasiecentra werden gehandicapten om het leven gebracht. Eberl had geen idee hoe hij een grootscheepse vernietiging als in Treblinka II moest aanpakken. Het liep al snel spaak: treinen met slachtoffers stonden dagen te wachten op het spoor en het kamp lag vol met rottende lijken. Hierdoor dreigde de operatie minder heimelijk te verlopen dan de Duitsers wensten; de omwonenden konden duidelijk de stank ruiken.
In augustus 1942 werd Eberl van zijn taak ontheven en vervangen door SS-Obersturmführer Franz Stangl, die tot dan toe commandant van Sobibór was geweest. Sobibór was net als Treblinka een vernietigingskamp, Stangl kon dus bogen op ervaring. Treblinka II telde tot het aantreden van Stangl zo'n dertig SS'ers, bijgestaan door rond de 120 Oekraïense bewakers. De meeste Oekraïners waren krijgsgevangen Sovjetsoldaten die vrijwillig dienst hadden genomen bij de Duitsers. Zij waren opgeleid in trainingskamp Trawniki. Sommige Oekraïners waren verantwoordelijk voor de gaskamers, onder hen de beruchte Ivan Marchenko, ofwel "Ivan de Verschrikkelijke", die mogelijk bij een gevangenenoproer werd gedood.
Nog eens zo'n 700 tot 1000 Joodse gevangenen werden gedwongen te helpen bij het vernietigingsproces. Ze moesten helpen bij het uitkleden, sorteren van goederen en leegruimen van wagons en gaskamers. De gevangenen werden direct na aankomst op het station geselecteerd. Zij die hand-en-spandiensten moesten verrichten voor de SS werden meestal zelf na enkele dagen gedood en vervangen door nieuw aangekomenen.

### Indeling

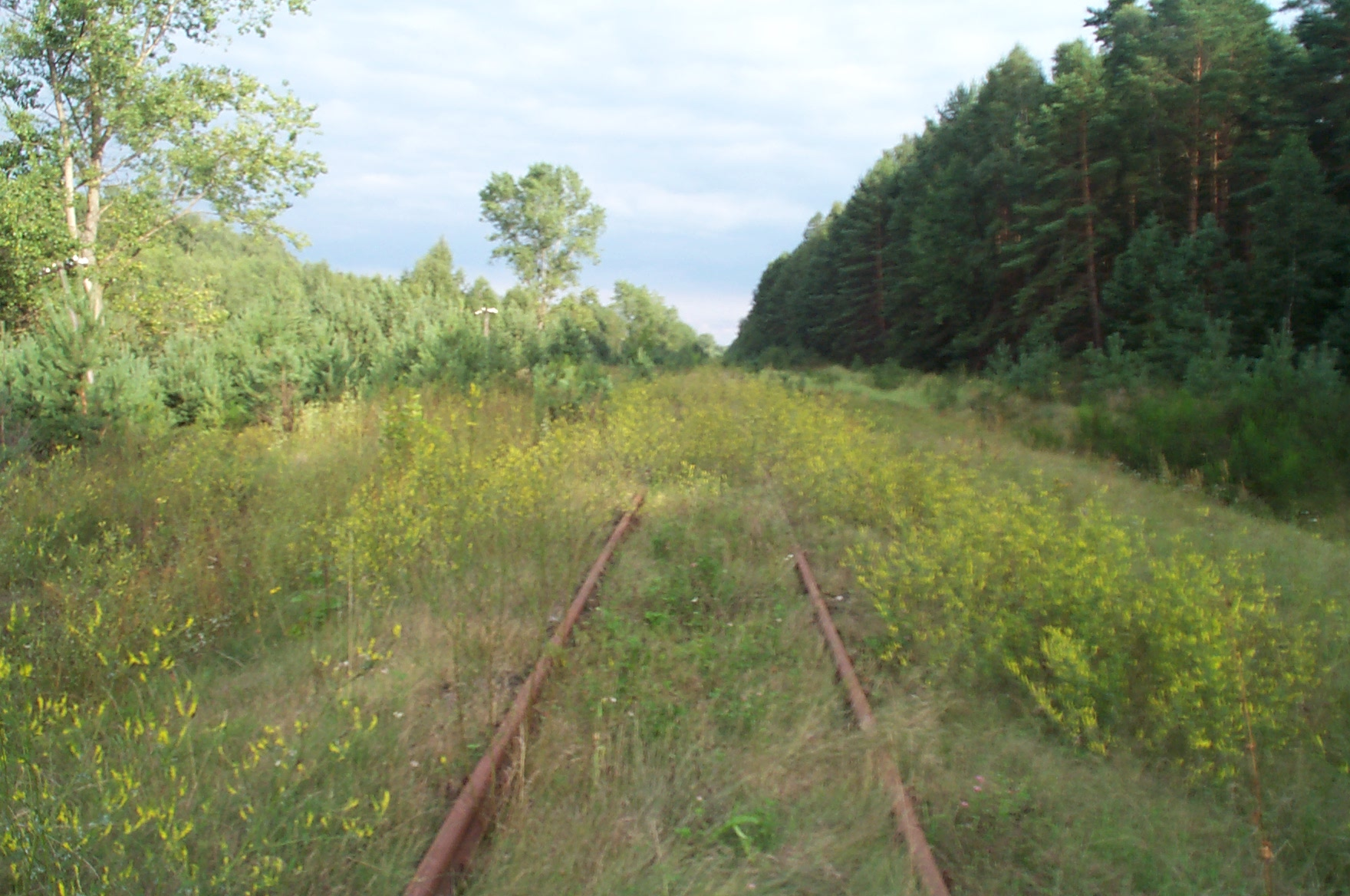
Bijna alle sporen uitgewist

Het kamp mat ca. 400 bij 600 meter en was in drie zones ingedeeld: het deel dat voor de bewaking en opslag van goederen in gebruik was, de ontvangstzone (Auffanglager) en het deel waar vernietiging plaatsvond (Totenlager). Binnen het kamp was een vierkant van 100 x 100 meter afgezet, hier verbleven de Joodse gevangenen die de SS moesten helpen met de vernietiging. Verder was het kamp verdeeld in het Lage Kamp: het woongedeelte voor Duitsers en bewakers. Het Lage Kamp kende luxewoningen, een dierentuin en een Biergarten. Totenlager - het Hoge Kamp - was het echte vernietigingskamp. Hier bevonden zich de gaskamers en werden de doden verbrand.
Eind 1942 gaf Stangl opdracht tot de bouw van een imitatie spoorwegstation. Levensechte perrons, loketten, een klok met geschilderde cijfers die steeds op 6 uur stond, een café en allerlei overzichten met vertrektijden moesten de illusie wekken dat men op een écht station aankwam. De bedoeling van de SS was de nieuw aangekomen slachtoffers te laten geloven dat zij in een doorgangskamp waren aangekomen; dat moest hen rustig houden. Wat de aangekomenen niet wisten was dat er slechts één uitgang was, de 'dodenweg' naar de gaskamers. Verreweg de meeste gevangenen werden binnen twee uur na aankomst vergast.

### Transporten
De inkomende transporten bestonden uit treinen met ca. 50-60 veewagons, waarmee in totaal 6000 tot 7000 personen werden vervoerd. Bij aankomst werd de gevangenen medegedeeld dat ze in een doorgangskamp waren aangekomen en dat ze om hygiënische redenen moesten douchen en hun kleren moesten laten ontsmetten. Persoonlijke bezittingen en kostbaarheden konden tijdelijk in bewaring worden gegeven. Hierna werden ze de gaskamers binnengeleid en aldaar om het leven gebracht. De lijken werden verbrand.
Al in september 1942 waren 254.000 Joden uit Warschau en nog eens 112.000 uit de omgeving in Treblinka omgebracht. Na de winter van 1943 werden 337.000 Joden uit het district Radom omgebracht en 35.000 uit Lublin. Naar schatting 738.000 Joden uit het Generalgouvernement en 107.000 uit Białystok werden vermoord tussen juli 1942 en april 1943. Daarnaast werden circa 7000 Joden uit Slowakije, 8000 uit Theresienstadt, 4000 uit Griekenland, 7000 uit Macedonië, 2800 uit Salonika en 2000 uit Roemenië omgebracht.
Eind 1942 lag het dodental al op 713.555. In totaal zou het slachtofferaantal tot ongeveer 900.000 zijn opgelopen. Huidige onderzoeken duiden er echter op dat het aantal slachtoffers weleens te laag geschat zou kunnen zijn.
Er vonden diverse verzetsacties in het kamp plaats, waaronder de moord op de SS'er Max Biala door Meir Berliner op 11 september 1942. In 1943 werd een verzetsgroep geformeerd, die er op 2 augustus in slaagde de wapenkamer te openen. Toen enkele SS'ers besloten te gaan zwemmen zagen de opstandelingen hun kans schoon en openden het vuur op de kampbewakers. Een benzinestation ontplofte en houten barakken werden omgeblazen. Veel opstandelingen trachtten door de prikkeldraadversperringen te ontkomen, maar de meesten werden door bewakers vanaf de wachttorens neergeschoten. Slechts zestig van de opstandelingen overleefden de oorlog.

### Ontmanteling
Nadat op 21 augustus 1943 de laatste slachtoffers waren vergast, werd het kamp ontmanteld en het terrein omgebouwd tot een boerderij. Een Oekraïense bewaker, Streibel, vestigde zich daar om de indruk te wekken dat er niets bijzonders was gebeurd en om te voorkomen dat de lokale bevolking zou gaan zoeken naar eventueel achtergebleven kostbaarheden. De laatst overgebleven Joodse gevangenen, die het kamp hadden moeten ontmantelen, werden overgebracht naar Sobibór. In november van datzelfde jaar was het kamp geheel ontmanteld. De SS'ers werden elders te werk gesteld. De meesten waren inmiddels in zeer goede doen, doordat zij zich een groot deel van de bezittingen van de omgebrachte Joden hadden toegeëigend.
Na de oorlog zijn enkele oorlogsmisdadigers die in Treblinka II werkzaam waren geweest wegens misdaden tegen de menselijkheid tot de doodstraf veroordeeld en opgehangen.

## Huidige situatie

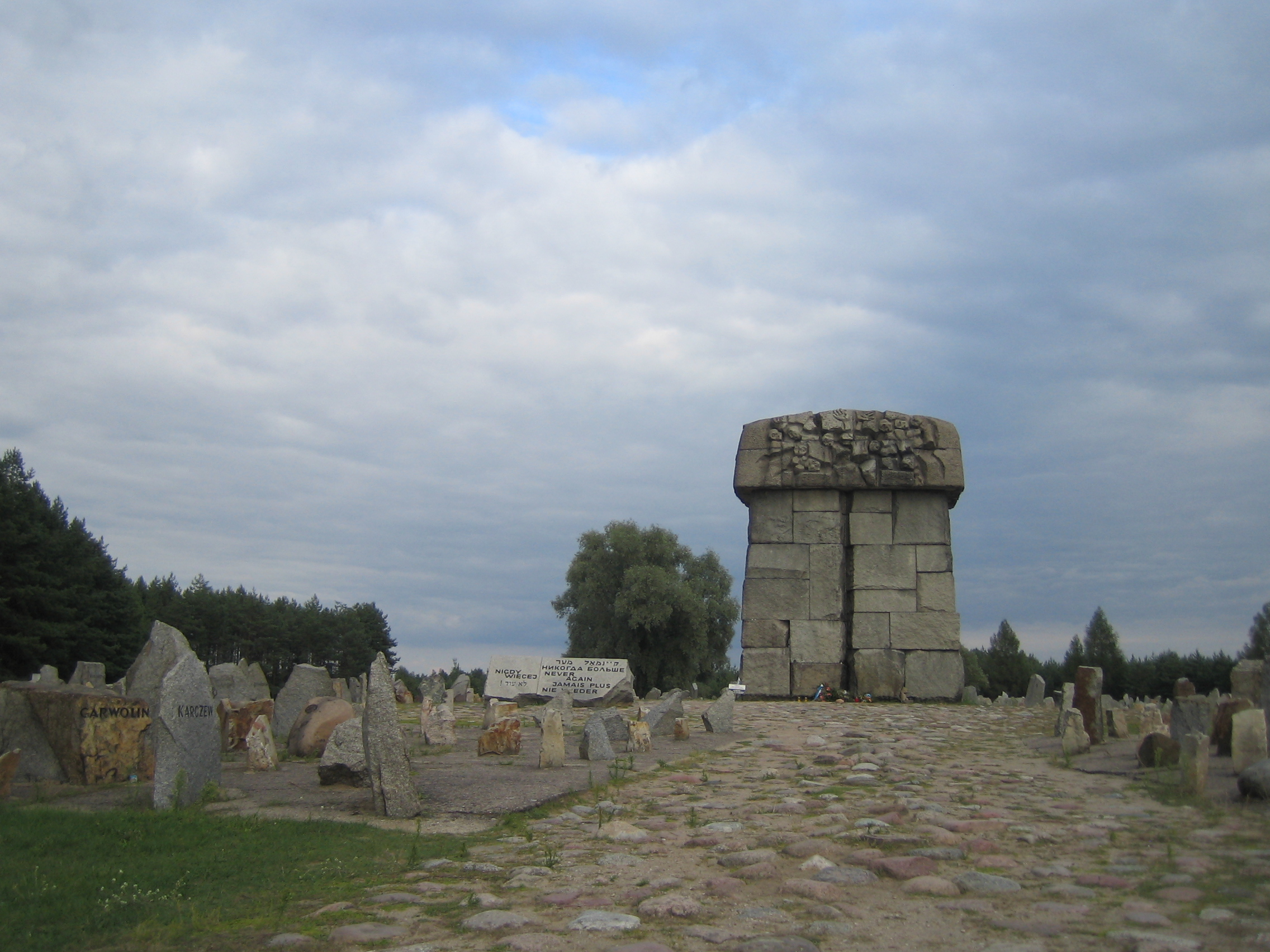
Monument met gedenkstenen

Treblinka is sinds 10 mei 1964 een Nationaal Monument. Er is getracht om het kamp met graniet te doen herleven: waar de rails lagen, liggen nu granieten biels. Ook het hekwerk wordt uitgebeeld door graniet, evenals de wachttorens.
De plek waar eerst drie en later dertien gaskamers stonden, is bebouwd met een gigantische zuil met daarop de menora. De kuil waarin de lijken werden gecremeerd is verbeeld met een materiaal dat het meest lijkt op gestold teer.
Op het overgebleven terrein is een symbolische begraafplaats verrezen met puntige stenen. In sommige stenen staan inscripties om belangrijke personen die hier vermoord zijn te gedenken of om de totale afgevoerde en vernietigde populatie van één stad te gedenken.
Komende van het noorden passeert men eerst Malkinia Gora, voorheen een belangrijke doorgangsplaats voor de treintransporten. Verderop staat er op de hoofdweg in het dorp Treblinka een aanduiding Muzeum Walki Meczenstwa w Treblince, 4 km. Verderop ligt het dorp Prostyn en nog verderop liggen enkele betonblokken met de naam Treblinka en de aanduiding Muzeum Walk i Meczenstwa Treblinka.